# San Antonio Puerta de la Vega
San Antonio Puerta de la Vega es una localidad del estado mexicano de Jalisco. Es parte del municipio de Ameca.

## Toponimia
El nombre «San Antonio» hace referencia al santo patrono de la localidad: Antonio de Padua.

## Demografía
| Gráfica de evolución demográfica |
|                                  |

| Censo | Población |
| ----- | --------- |
| 1940  | 373       |
| 1950  | 534       |
| 1960  | 885       |
| 1970  | 971       |
| 1980  | 1 038     |
| 1990  | 1 131     |
| 2000  | 1 061     |
| 2010  | 1 077     |
| 2020  | 1 120     |